# 智元机器人
智元机器人（AgiBot）是一家总部位于中国上海市的類人型機器人公司。

## 歷史
智元机器人创始人彭志辉畢業於电子科技大学，並於2020年加入华为，號稱年薪达200万元人民币，但彭志辉于2022年1月离开华为，他決定自己創業。 
2023年2月，彭志辉創辦智元机器人。 该公司获得红杉中国、高瓴资本集团和比亚迪等企業的投資。 
2024年10月，智元机器人在上海的第一家工厂开始交付產品。 